# Auguste Lacaussade
Pour les articles homonymes, voir Lacaussade.

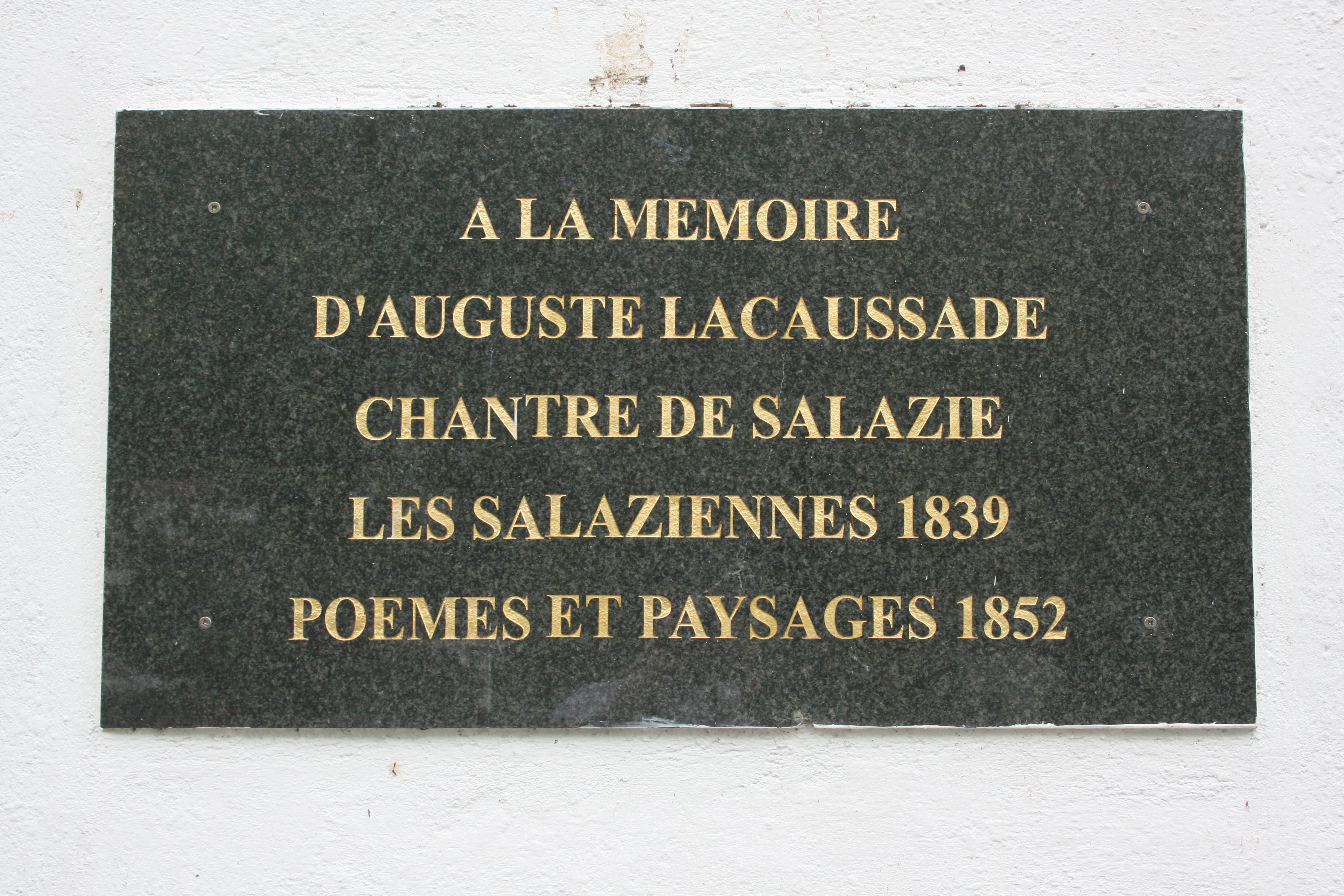
Une plaque commémorative à Hell-Bourg, dans les Hauts de l'île de La Réunion.

Auguste Lacaussade est un poète français né le 8 février 1815 à Saint-Denis de l'île Bourbon et mort le 31 juillet 1897 à Paris.

## Biographie
Auguste Lacaussade est le fruit de l'union libre entre Pierre-Augustin Cazenave de Lacaussade, avocat de grande famille bordelaise, et de Françoise Banks dite Fanny Desjardins (fille de Jean-Baptiste Banks), esclave métisse affranchie en 1789, devenue ensuite une femme d'affaires. Il est donc ce qu'on appelle à l'époque un quarteron, ayant un quart de sang de couleur. Ce statut va le marquer profondément et influencer toute sa vie.
À dix ans déjà, l'entrée du Collège Royal lui est refusée à cause de l'illégitimité de sa naissance. Il s'en va donc faire ses études à Nantes après avoir passé les premières années de sa vie au Champ-Borne. Leconte de Lisle le rejoint quelques années plus tard et leurs vies resteront liées jusqu'à la mort de Leconte de Lisle.
Il a l'occasion de revenir deux fois sur son île natale, mais son intégration dans la société esclavagiste de l'époque se révèle très difficile. Il revient donc en France en 1839. Il se marie avec Laure-Lucile Déniau, dont il a une fille et deux autres enfants morts en bas âge.
À partir de 1844, il devient le secrétaire de Sainte-Beuve. En 1848, il rejoint le camp des abolitionnistes groupés autour de Victor Schœlcher. Extrêmement brillant, il publie des articles dans la Revue des deux Mondes et dans la Revue de Paris, organe officiel des romantiques. Il parle plusieurs langues : l'anglais, l'italien, le grec ancien, le latin, le polonais, etc. Il traduit des œuvres étrangères, notamment celles de James Macpherson.
De l’Académie française, il obtient le prix Maillé-Latour-Landry 1850 pour des encouragements et le prix Bordin 1862 pour son ouvrage Poèmes et paysages. Mais à la même époque, Leconte de Lisle publie le recueil Poèmes Antiques, qui rencontre un énorme succès. La rivalité entre eux ne cessera alors de grandir.
Il devient veuf en juin 1859 et se remarie en 1865.
Sous le Second Empire, le poète est nommé directeur de la Revue du Gouvernement[Quoi ?].
De février 1859 à décembre 1861, il dirige la Revue européenne qu'il a fondé au 11 quai Voltaire, et qui comprend 69 livraisons.
En 1872, il est promu bibliothécaire du Sénat[réf. nécessaire].
Il est inhumé le 2 août 1897 au cimetière du Montparnasse. En février 2006, ses restes ont été ramenés à La Réunion et inhumés dans le cimetière paysager d'Hell-Bourg, aux côtés de ceux de son ami le poète écossais William Falconer[réf. souhaitée], à qui il a dédié un poème. Le transfert exauça son souhait exprimé dans le poème La mer :
Je ne veux point dormir sur la terre étrangère,
Sur la terre du nord je ne veux point mourir !
J'aurais froid sous un sol sans flamme et sans lumière,
Mes yeux veulent se clore où Dieu les fit s'ouvrir !

## Œuvres
- Les Salaziennes (1839), dédicacé à Victor Hugo ; en ligne sur wikisource
- Poèmes et paysages (1852) ; en ligne sur wikisource
- Les Épaves (1861) ; en ligne sur wikisource
- Cri de guerre ; Væ Victoribus (1871).
- Le siège de Paris (1871).
- Les poésies de Léopardi, adaptées en vers fr., (1888).
- Traduction d'Ossian de James Macpherson, 1842 ; en ligne sur wikisource
- Le soldat, 1876

Édition des poésies, chez Alphonse Lemerre
- Tome 1, Les Épaves, 1896 ; en ligne sur wikisource
- Tome 2, Poèmes et paysages, 1897, texte en ligne sur Internet Archive.

## Décorations
- Chevalier de la Légion d’honneur.
- Officier de l’Instruction Publique.
- Chevalier des Ordres de Saints Maurice et Lazare.